# Championnat de La Réunion de football 1980
Le Championnat de La Réunion de football 1980 était la 31e édition de la compétition qui fut remportée par la CS Saint-Denis.

## Classement
| Rang | Équipe                 | Pts | J  | G  | N | P  | Bp | Bc | Diff |
| ---- | ---------------------- | --- | -- | -- | - | -- | -- | -- | ---- |
| 1    | CS Saint-Denis         | 57  | 22 | 17 | 1 | 4  | 50 | 23 | +27  |
| 2    | SS Saint-Pauloise (T)  | 53  | 22 | 12 | 7 | 3  | 49 | 21 | +28  |
| 3    | FC Ouest               | 47  | 22 | 10 | 5 | 7  | 34 | 24 | +10  |
| 4    | JS Saint-Pierroise (C) | 46  | 22 | 9  | 6 | 7  | 35 | 31 | +4   |
| 5    | US Bénédictine         | 45  | 22 | 9  | 5 | 8  | 26 | 22 | +4   |
| 6    | SS Saint-Louisienne    | 45  | 22 | 9  | 5 | 8  | 31 | 32 | -1   |
| 7    | SS Jeanne d'Arc        | 44  | 22 | 8  | 6 | 8  | 33 | 33 | 0    |
| 8    | SS Tamponnaise         | 41  | 22 | 8  | 3 | 11 | 35 | 44 | -9   |
| 9    | USSA Léopards          | 40  | 22 | 7  | 4 | 11 | 32 | 33 | -1   |
| 10   | AS Saint-Philippe (P)  | 38  | 22 | 4  | 8 | 10 | 25 | 36 | -11  |
| 11   | SS Patriote            | 38  | 22 | 6  | 4 | 12 | 18 | 31 | -13  |
| 12   | ASC Monaco (P)         | 34  | 22 | 4  | 4 | 14 | 20 | 58 | -38  |

|  | Barrage pour la relégation |
|  | Relégation en 2e division  |

### Match pour la10eplace
Comme le SS Patriote et l'AS Saint-Philippe terminent tous les deux avec 38 points, et comme le goal average n'est pas un critère pour établir la position des deux équipes, un match est nécessaire pour départager les deux équipes. 
- SS Patriote 2–3 AS Saint-Philippe

L'AS Saint-Philippe est classée dixième, soit la place pour le barrage et le SS Patriote est classé onzième, soit relégué en D2.

### Barrage pour la relégation
Dans une confrontation aller/retour, le 10e de D1 affronte le 3e de D2 pour une place en D1 la saison suivante. 
- AS Saint-Philippe (D1) 2–5 ; 1-2 AS Poussins (D2)

L'AS Saint-Philippe descend en D2 tandis que l'AS Poussins monte en D1.